# Muchomůrka šedivka
Muchomůrka šedivka (Amanita spissa) je jedlá houba z čeledi štítovkovité. 

## Popis
Klobouk má v průměru 5–13 cm, v mládí je kulovitý nebo poněkud vejčitý, později plochý, hnědavý, velmi pokrytý bělavými nebo mírně našedlými strupy, okraj je hladký, nerýhovaný. Závoj je blanitý, bělavý, prsten je mohutný, bílý, odstárlý, zřetelně hustě rýhovaný. Lupeny jsou husté a bílé.
Třeň bývá mohutný, plný a válcovitý, zakončený mohutnou hlízou.
Dužina je bílá, neměnná.

## Chuť a vůně
Muchomůrka šedivka má vůni podobnou pachu syrových brambor. Chuť je mírná. Je jedlá, pro riziko záměny se však její sběr příliš nedoporučuje.

## Výskyt
Roste velmi hojně v červenci až listopadu v lesích všech typů, hlavně v jehličnatém.

## Možnost záměny
Pozor na záměnu s jedovatou muchomůrkou tygrovanou. Tato houba je halucinogenní a velké množství lidí si ji spletlo s touto jedlou houbou. Muchomůrka šedivka má na rozdíl od muchomůrky tygrované zřetelně hustě/jemně rýhovaný prsten. Nemá kalich/pochvu, ale hlízu.